# Tlapalizquixochtzin
Tlapalizquixochtzin var en regerande drottning av Ecatepec, samt en kejsarinna av Tenochtitlan cirka 1502-1520 som gift med Moctezuma II.